# The Walt Disney Company China
La société Walt Disney Company a été créée aux États-Unis en 1923 par Walt Disney mais sa présence en Chine date principalement des années 1990. La filiale de Disney pour cette région se nomme The Walt Disney Company China (chinois simplifié : 华特迪士尼（中国）有限公司) et possède des bureaux à Pékin, Shanghai et Guangzhou. Elle dépend de Walt Disney International.
L'implantation en Chine ne date que des années 1990 malgré la diffusion de dessins animés au cinéma dès les années 1930.

## Historique
Le 22 août 1994, ABC Cable and International Broadcast Group annonce lancer deux émissions pour la jeunesse devant être diffusées sur les chaînes câblées en Chine, la première Dragon Club de deux heures et Panda Club d'une heure avec des programmes d'ABC et de DIC.
Fin 1999, la société Hong Kong International Theme Parks est officiellement créée comme une coentreprise détenue à 43 % par Disney et 57 % par le gouvernement de Hong Kong en vue de la création d'un parc à thème.
En 2005, le premier parc à thèmes Disney chinois Hong Kong Disneyland Resort ouvre à Hong Kong.
Le 7 mars 2007, Steamboat Ventures investit avec d'autres sociétés américaines 23,5 millions de dollars dans UUSee, un important site de vidéo en ligne chinois distribuant les programmes de CCTV.
Le 7 avril 2008, Disney Interactive Studios achète le studio de développement Gamestar.

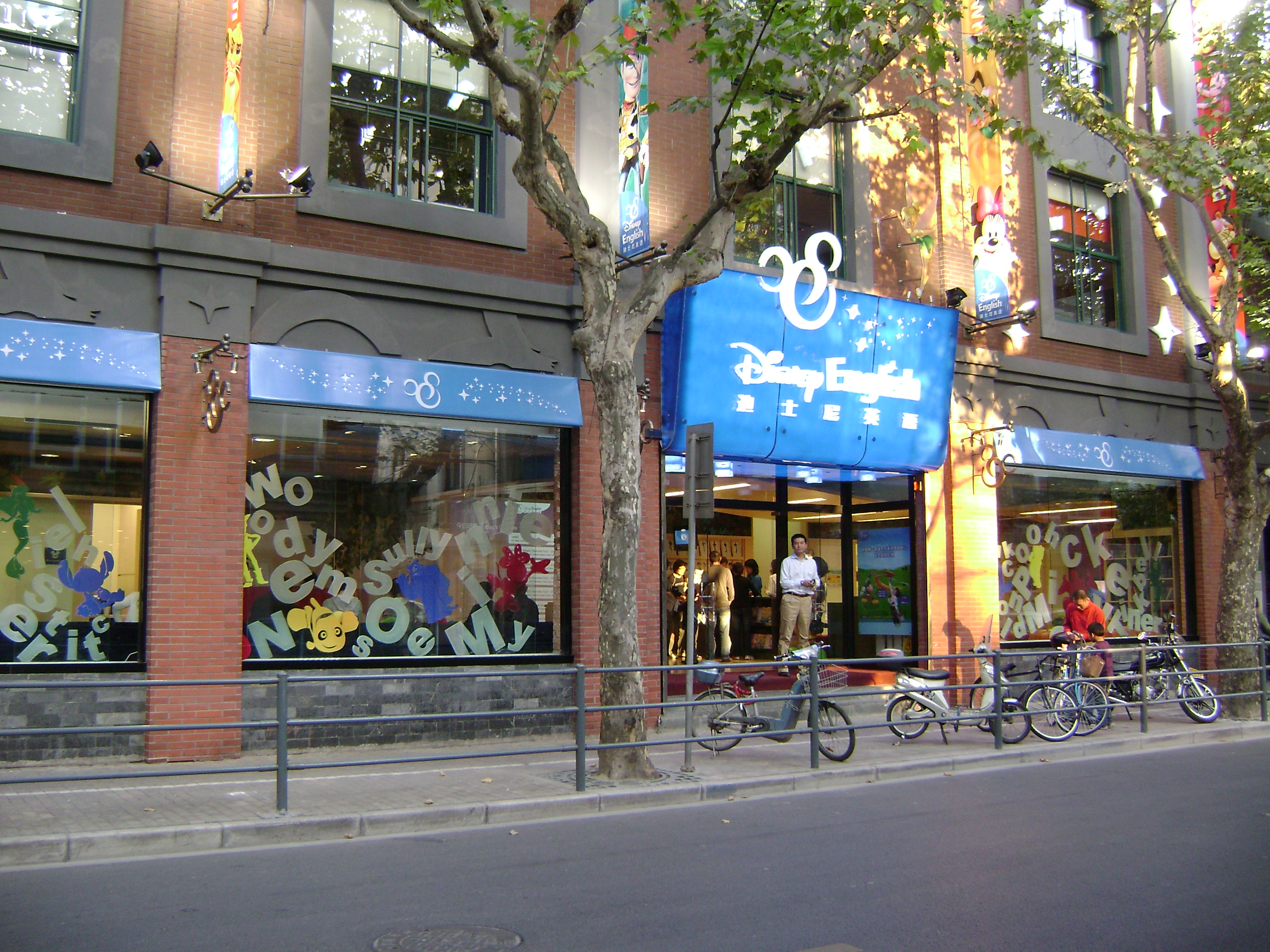
Extérieur du premier centre Disney English sur Mao Ming Road à Shanghai.

En 2008, la filiale Disney Publishing ouvre son premier centre de formation à l'anglais, Disney English,,. Le 30 juin 2009, Disney et le gouvernement de Hong Kong modifient le capital de Hong Kong International Theme Parks Limited, 48 % pour Disney et 52 % pour le gouvernement de Hong Kong.
Le 27 janvier 2011, Disney annonce son intention d'ouvrir des Disney Store en Chine à partir de 2012. En 2013, une coentreprise pour la diffusion de contenu interactif est créée par la société TWDC Shanghai Enterprises (49 %), filiale de Disney, et BesTV (51 %), filiale du Shanghai Media Group,. En 2013, la société emploie plus de 3000 employés avec des bureaux à Pékin, Shanghai et Canton.
Le 31 janvier 2014, Disney et le chinois YOU On Demand passent un contrat pour diffuser des vidéos et du contenu à la demande sur le marché chinois. Le 6 mars 2014, Walt Disney Pictures annonce un partenariat de coproduction avec le chinois Shanghai Media Group afin de contourner la limite les 34 films étrangers imposée par le gouvernement chinois. Le 29 juillet 2014, un poste de président Walt Disney Company Asia est créé pour superviser les opérations au Japon, en Corée du Sud, en Asie du Sud-Est et en Chine continentale et les filiales associées comme Disney Southeast Asia et Walt Disney Japan. Le 21 novembre 2014, Disney Media et Disney Studios élargissent leur partenariat avec Shanghai Media Group dans la coproduction, distribution et commercialisation de productions télévisuelles et cinématographiques,,.

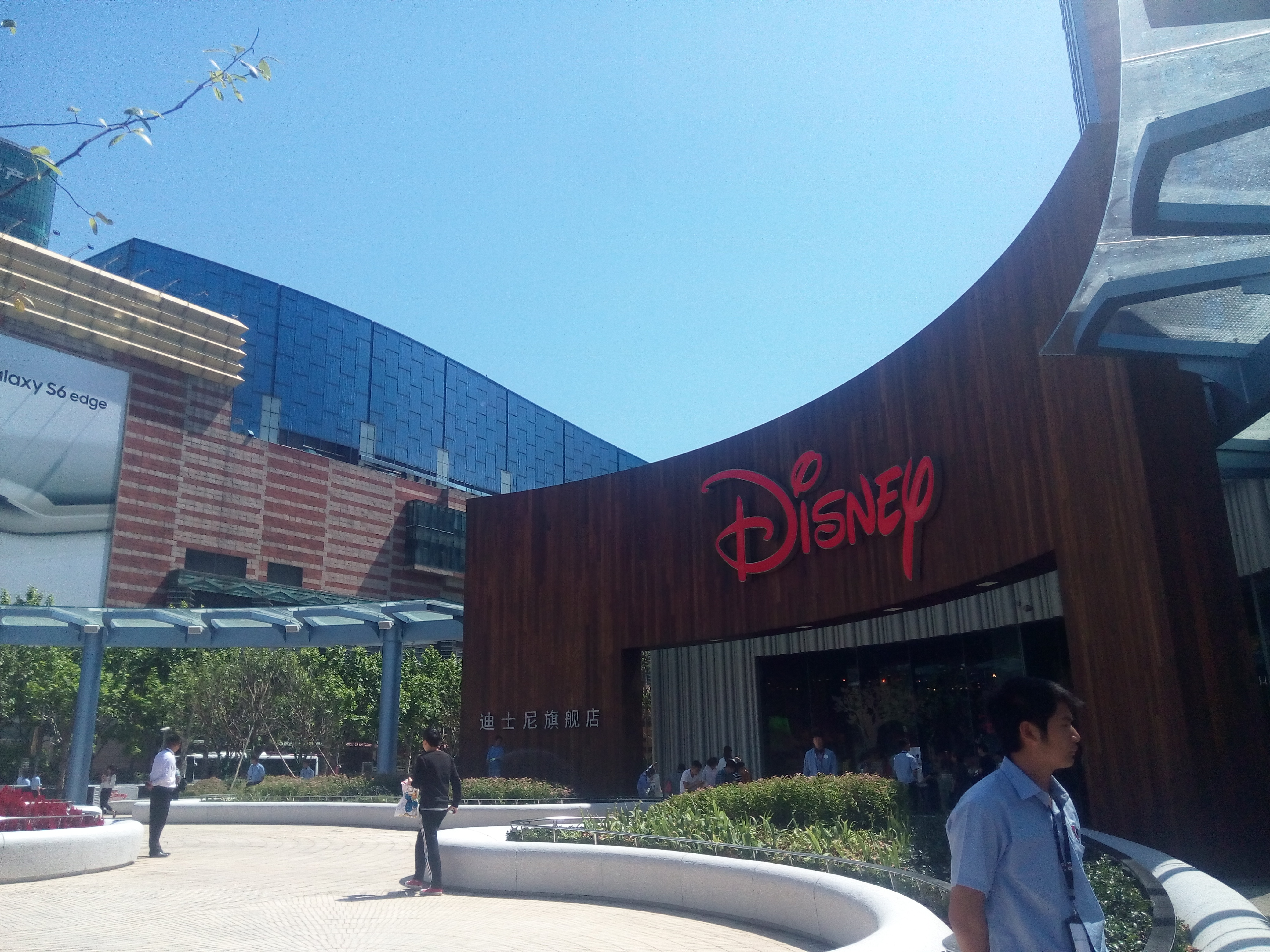
Disney Store de Shanghai

Le 20 janvier 2015, le FAI Hongkongais Now TV ajoute plusieurs services de vidéo à la demande à ses offres dont Disney Movies On Demand. Le 2 février 2015, Disney repousse la date d'ouverture du parc de Shanghai Disney Resort à mi 2016 au lieu de fin 2015. Le 9 mai 2015, Disney Store annonce l'ouverture de son magasin phare à Shanghai pour le 20 mai,. Le 20 mai 2015, Disney Store ouvre sa première boutique sur le territoire chinois à Shanghai, une boutique phare située au pied de la Perle de l'Orient,, qui en raison de l'affluence et une file d'attente de plus de 1,7 km a dû fermer ses portes au bout d'une heure. Le 14 juillet 2015, Disney dévoile des détails du futur Shanghai Disneyland,,,. Le 2 août 2015, Disney signe un contrat avec le groupe japonais Uniqlo pour commercialiser des produits Star Wars, Avengers et La Reine des neiges en Chine où la marque possède de nombreuses boutiques,,. Le 7 septembre 2015, la ville de Shanghai demande la fermeture de 153 entreprises polluantes autour de Pudong avant l'ouverture du Shanghai Disney Resort. Le 14 septembre 2015, Disney signe un contrat avec Tencent pour rendre disponible en streaming la saga Star Wars en Chine avant la sortie de Star Wars, épisode VII : Le Réveil de la Force. Le 12 octobre 2015, le bijoutier danois Pandora étend son alliance commerciale avec Disney à partir de novembre 2015 pour inclure l'Asie-Pacifique dont l'Australie, la Chine et le Japon. Pour promouvoir Star Wars, épisode VII : Le Réveil de la Force en Chine, Disney installe 500 Stormtroopers sur la Muraille de Chine le 21 octobre,. Le 16 décembre 2015, Disney signe un contrat avec Alibaba pour fournir de la vidéo à la demande en Chine, un service nommé DisneyLife avec une box en forme de tête de Mickey,,,.
Le 3 février 2016, ESPN et Tencent annoncent un service de commentaires sportifs d'événements sportifs en mandarin pour les clients de Tencent en Chine. Le 26 avril 2016, le gouvernement chinois suspend le service de vidéo à la demande DisneyLife, lancé 5 mois plus tôt,. Le 27 juin 2016, les sociétés sud-américaines Camposol (es) et Intercorp (es) débutent la commercialisation d'avocats en Chine sous une marque Disney. Le 31 décembre 2016, deux entreprises chinoises sont condamnées par un tribunal de Shanghai à payer 194 000 USD pour contrefaçon en raison des similitudes entre les produits Cars et The Autobots.
Le 16 janvier 2017, le Shanghai Shendi Group annonce que le Shanghai Disney Resort a accueilli près de 6 millions de visiteurs en sept mois d'activités. Le 27 février 2017, Disney dément les rumeurs d'un parc à Zhengzhou apparues en novembre 2015 et liant un directeur de l'entreprise avec un Walt Disney Zhengzhou Project,,. Le 29 mars 2017, The Walt Disney Company annonce une augmentation de 350 millions d'HK$ du capital de la société mixte HKITP détenant le complexe Hong Kong Disneyland Resort afin de financer les agrandissements et ainsi passait à 48 %,. Le même jour, Disney Company China indique qu'à la suite d'une enquête ouverte en février à cause de rumeur de parc à Zhengzhou, il s'avère qu'un employé de l'entreprise avait signé sans autorisation des lettres d'intentions pour de nombreux projets dont à Ningbo, à Hefei et dans la province de Jianghuai. Le 12 mai 2017, Shanghai Disney Resort annonce avoir accueilli 10 millions de visiteurs en 11 mois d'opération,. Le 16 mai 2017, Disney China signe un contrat avec la société taïwanaise Wudi Pictures pour produire des films en langue chinoise,.
Le 16 juin 2017, Shanghai Disneyland annonce 11 millions de visiteurs pour sa première année d'exploitation. Le même jour, à la suite de l'annonce de la fréquentation de Shanghai Disneyland, Bob Iger évoque la possibilité d'un second complexe en Chine continentale, en plus de celui de Hong Kong. Le 6 mars 2017, Disney Consumer Products et Jakks Pacific prolongent et étendent leur contrat de licences pour la Chine avec de nouveaux produits et la vente par internet. Le 23 juin 2017, la première coproduction de Walt Disney Studios China et SMG Pictures, la comédie romantique The Dreaming Man (en) est présentée au Festival international du film de Shanghai. Le 12 juillet 2017, lors du D23, Andy Bird confirme l'importance du marché chinois pour Disney avec des productions cinématographiques tant locales qu'importées et les parcs à thèmes. 
Le 11 février 2018, Alibaba Group annonce avoir signé un contrat avec Disney China pour diffuser des séries d'animations Disney sur Youku, permettant de compenser l'arrêt de DisneyLife en 2016,. Le 26 avril 2018, Toy Story Land ouvre au Shanghai Disney Resort,,, accompagné par la présentation d'un avion de la China Eastern Airlines avec une livrée Toy Story. Le 13 mai 2018, Avengers: Infinity War récolte 200 millions d'USD lors de son weekend de sortie en Chine. Le 11 septembre 2018, Disney China tient une conférence à Shanghai devant 4 000 personnes pour présenter ses résultats mais aussi ses productions à venir en 2019 dont les films et des murs d'écrans interactifs informatifs pour des galeries commerciales. Le 19 novembre 2018, le régulateur financier chinois valide l'achat de la 21st Century Fox par Disney sans condition,,.
En Chine, le film Le Roi lion sort le vendredi 12 juillet 2019 et récolte 13,4 millions d'USD puis double la mise le lendemain 13 juillet 2019 avec 35 millions d'USD.

## Thématique

### Cinéma et Télévision
- Coproductions avec 
  - Centro Digital Pictures : Le secret de la gourde magique (2007)
  - Huayi Brothers et Shanghai Television Media : Disney High School Musical: China
  - Shanghai Media Group : Nés en Chine (2016), The Dreaming Man (2017)
- Disney Channel
- DisneyLife, service de vidéo à la demande fourni par Alibaba
- les chaînes de Fox Networks Group et STAR TV
- un service de commentaires d'événements sportif ESPN pour les clients de Tencent

### Parcs à thèmes
- Hong Kong Disneyland Resort, ouvert depuis le 12 septembre 2005, est la propriété de Disney et du gouvernement de Hong Kong (52-48 %). Le domaine est construit sur un polder de l'île de Lantau dont les constructions actuelles regroupent:
  - Hong Kong Disneyland, un parc à thèmes à l'image de Disneyland
  - Inspiration Lake
  - 3 hôtels Disney
- Shanghai Disney Resort, ouvert à partir du 16 juin 2016, est la propriété de Disney et du gouvernement chinois au travers du Shanghai Shendi Group. Il comprend
  - Shanghai Disneyland
  - une zone commerciale nommée Disneytown
  - 2 hôtels Disney

### Autres
- Disney Publishing Worldwide détient une chaîne de centre de formation à l'anglais nommée Disney English
- Steamboat Ventures, le fonds d'investissements en capital risque de Disney possède plusieurs participations en Chine
- Disney Store avec une boutique phare à Shanghai au pied de la tour Perle de l'Orient
- Gamestar, studio de développement de jeux vidéo